# Dittatore (storia romana)

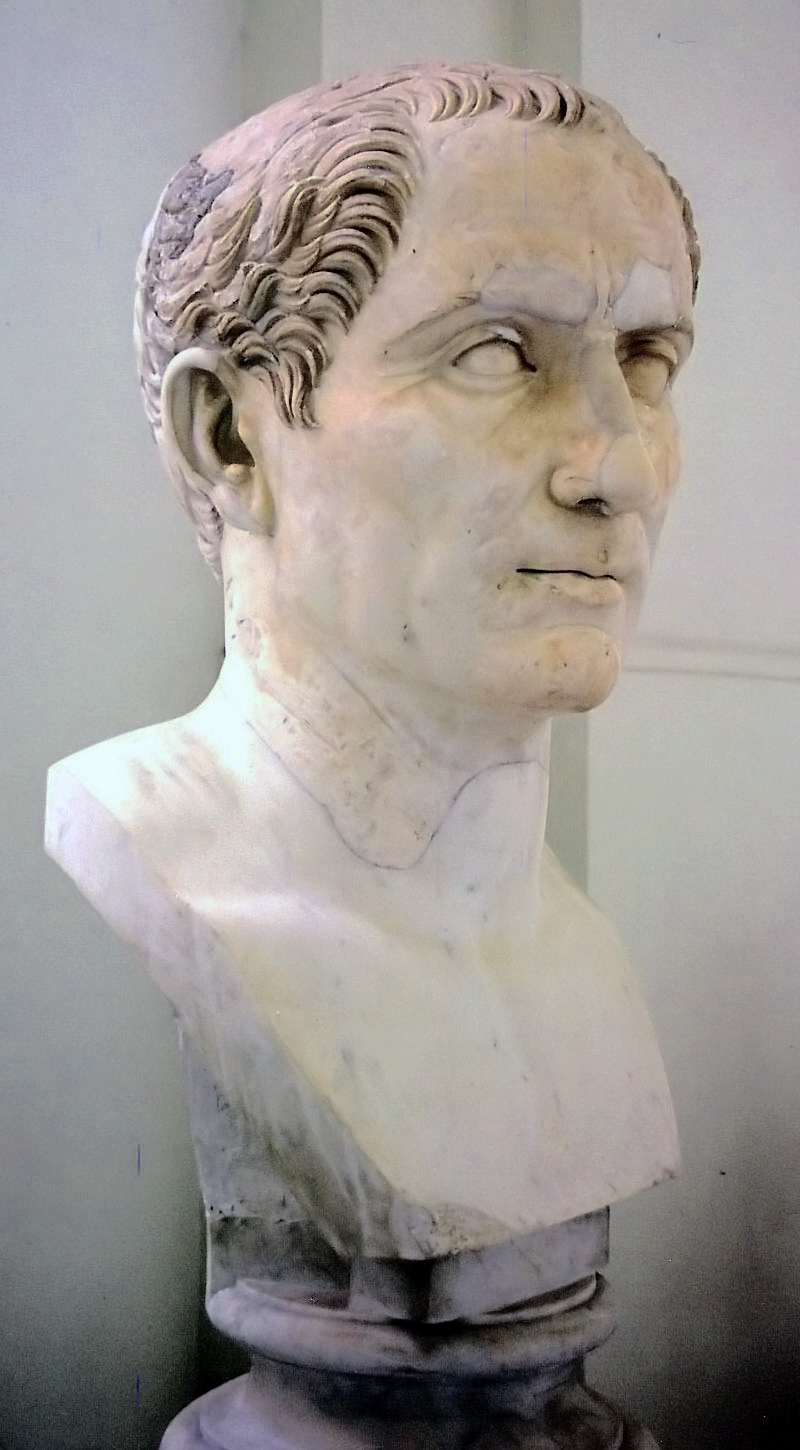
Gaio Giulio Cesare, ultimo dittatore della Repubblica romana

Il dittatore (lat.: dictator) era una figura caratteristica dell'assetto della costituzione della Repubblica romana. Egli era nominato in casi eccezionali e posto al comando assoluto e illimitato di Roma per un massimo di sei mesi.
Il nome di tale carica deriva dal fatto che il dittatore non veniva eletto dalle assemblee popolari, come tutti gli altri magistrati, ma veniva dictus, cioè nominato, da uno dei consoli, di concerto con l'altro console e con il Senato, seguendo un rituale che prevedeva la nomina di notte, in silenzio, in territorio romano.  Cicerone e Varrone, anzi, ricollegano l'etimologia del termine a questa particolare procedura di nomina. 
Il dittatore, a differenza di tutti gli altri magistrati romani, non aveva alcun collega, e nominava come proprio subalterno il magister equitum ("comandante della cavalleria"). È probabile che il dittatore derivasse dall'antico comandante della fanteria, il magister populi, e questo spiegherebbe l'antico divieto per lui di montare a cavallo.
Per tutta la breve durata della carica il dittatore aveva pieni poteri (plenissimum imperium), limitati però dalla durata semestrale del suo mandato. Inoltre, il dittatore doveva agire nel solo ambito per cui era stato eletto, e non era soggetto al potere del senato e dei tribuni della plebe, inclusi il veto e l’appello al popolo.
Si ritiene comunemente che la dittatura fosse una magistratura straordinaria, ma tale convincimento si fonda sulla distinzione fra magistrature ordinarie e magistrature straordinarie che è estranea alle fonti e che riposa esclusivamente sull'autorità di Theodor Mommsen. Si dovrebbe anzi dubitare che la dittatura possa qualificarsi semplicemente come una magistratura, perché difetterebbe comunque di due delle caratteristiche essenziali delle magistrature dell'età repubblicana, e cioè della collegialità e della elettività, nonché della continuità.

## Poteri del dittatore
Alla dittatura si faceva ricorso solamente in casi straordinari (quali particolari pericoli da nemici esterni, rivolte, un impedimento grave ad operare del console che lo nominava), e il dittatore durava in carica fino a quando non avesse svolto i compiti per i quali era stato nominato, e comunque non più di sei mesi; inoltre il dittatore usciva dalla propria carica una volta scaduto l'anno di carica del console che lo aveva nominato.
Il dittatore era dotato di summum imperium, e cumulava in sé il potere dei due consoli; per questa ragione era accompagnato da ventiquattro littori. Inoltre non era soggetto al limite della provocatio ad populum, quando non sollevata da un tribuno, e per questo i suoi littori giravano anche all'interno del pomerium con le scuri inserite nei fasci. Tutti gli altri magistrati erano a lui subordinati. Il suo potere era però limitato dal senato e dai tribuni della plebe, che potevano svolgere la provocatio e l'intercessio sulle sue decisioni (soltanto l’interrex ne era esentato).

## Funzioni del dittatore
Alla dittatura i Romani facevano ricorso in situazioni di emergenza:
- seditionis sedandae causa o tumultus causa (per reprimere una rivolta);
- rei gerundae causa o belli gerundi causa (per affrontare pericoli esterni e governare lo Stato in situazioni di difficoltà).

Altri tipi di dittatori erano nominati occasionalmente per motivi contingenti, come, per esempio:
- comitiorum habendorum causa (per convocare i comitia per le elezioni);
- clavi figendi causa (per piantare il clavus annalis, il chiodo annuale, nella parete del tempio di Giove, utile ai fini del computo calendariale degli anni);
- feriarum constituendarum causa (per determinare le festività);
- ludorum faciendorum causa (per officiare i giochi pubblici);
- quaestionibus exercendis (per tenere determinati processi);
- legendo senatui (per nominare nuovi senatori ai posti che si erano resi vacanti nel Senato).

I più noti dictatores rei gerundae causa furono Cincinnato, (durante le guerre contro Equi e Volsci), Marco Furio Camillo (durante il sacco di Roma da parte dei Galli Senoni), e Fabio Massimo (durante la Seconda guerra punica). Dopo di allora questa forma di dittatura cadde in disuso.
Nell'82 a.C. Lucio Cornelio Silla, dopo aver sbaragliato i populares nella Battaglia di Porta Collina, si fece eleggere dictator legibus scribundis et rei publicae constituendae causa ("dittatore al fine di scrivere leggi e di riordinare lo Stato") dai comizi centuriati, con la Lex Valeria de Sulla dictatore, proposta dall'interrex Lucio Valerio Flacco. Questa nuova dittatura non corrispondeva a quella tradizionale, perché non aveva alcun limite temporale e non era basata su una nomina. Silla tenne questa carica per tre anni prima di abdicare volontariamente e ritirarsi dalla vita pubblica.
Successivamente Giulio Cesare ripristinò la dittatura rei gerendae causa, quindi la modificò con la durata di un anno completo. Fu nominato dictator rei gerendae causa per un anno completo nel 49 a.C. e poi fu successivamente designato per nove volte consecutive a questa carica annuale, diventando di fatto dittatore per dieci anni. Nel 44 a.C. il Senato votò per nominarlo dictator perpetuo ("dittatore in perpetuo").
Dopo l'assassinio di Cesare alle Idi di marzo, il suo collega consolare Marco Antonio fece approvare una lex Antonia che abolì la dittatura e la espulse dalla costituzione repubblicana. La carica fu successivamente offerta ad Augusto, che prudentemente rifiutò ed optò invece per la potestà tribunizia e per l'imperium consolare senza detenere nessun'altra carica che quella di pontifex maximus e di princeps senatus, una disposizione politica che lo lasciò con le funzioni di dittatore senza doverne tenere il discutibile titolo.
(Svetonio, Augustus, 52)

## Lista dei dittatori romani (incompleta)
| N°             | Anno                 | Dictator | Magister equitum                                              |
| -------------- | -------------------- | --- | ------------------------------------------------------------- |
| 1              | 501 a.C.             | Tito Larcio Flavo (o Rufo) | Spurio Cassio Vecellino (o Viscellino)                        |
| 2              | 499 a.C.             | Aulo Postumio Albo Regillense | Tito Ebuzio Helva                                             |
| 3              | 494 a.C.             | Manio Valerio Voluso Massimo | Quinto Servilio Prisco                                        |
| 4              | 458 a.C.             | Lucio Quinzio Cincinnato I | Lucio Tarquizio Flacco ?                                      |
| 5              | 439 a.C.             | Lucio Quinzio Cincinnato II | Gaio Servilio Strutto Ahala                                   |
| 6              | 437 a.C.             | Mamerco Emilio Mamercino I | Lucio Quinzio Cincinnato                                      |
| 7              | 435 a.C.             | Quinto Servilio Prisco Fidenate I | Postumio Ebuzio Helva Cornicino                               |
| 8              | 434 a.C.             | Mamerco Emilio Mamercino II | Aulo Postumio Tuberto                                         |
| 9              | 431 a.C.             | Aulo Postumio Tuberto | Lucio Giulio Iullo                                            |
| 10             | 426 a.C.             | Mamerco Emilio Mamercino III | Aulo Cornelio Cosso                                           |
| 11             | 418 a.C.             | Quinto Servilio Prisco Fidenate II | Gaio Servilio Axilla                                          |
| 12             | 408 a.C.             | Publio Cornelio Rutilo Cosso | Gaio Servilio Strutto Ahala                                   |
| 13             | 396 a.C.             | Marco Furio Camillo I | Publio Cornelio Maluginense                                   |
| 14             | 390 a.C.             | Marco Furio Camillo II | Lucio Valerio Potito                                          |
| 15             | 389 a.C.             | Marco Furio Camillo III | Gaio Servilio Strutto Ahala                                   |
| 16             | 385 a.C.             | Aulo Cornelio Cosso | Tito Quinzio Cincinnato Capitolino                            |
| 17             | 380 a.C.             | Tito Quinzio Cincinnato Capitolino | Aulo Sempronio Atratino                                       |
| 18             | 368 a.C.             | Marco Furio Camillo IV | Lucio Emilio Mamercino                                        |
| 19             | 368 a.C.             | Publio Manlio Capitolino | Gaio Licinio Calvo Stolone                                    |
| 20             | 367 a.C.             | Marco Furio Camillo V |                                                               |
| 21             | 363 a.C.             | Lucio Manlio Capitolino Imperioso |                                                               |
| 22             | 362 a.C.             | Appio Claudio Crasso Inregillense |                                                               |
| 23             | 361 a.C.             | Tito Quinzio Peno Capitolino Crispino |                                                               |
| 24             | 360 a.C.             | Quinto Servilio Ahala |                                                               |
| 25             | 358 a.C.             | Gaio Sulpicio Petico |                                                               |
| 26             | 356 a.C.             | Gaio Marcio Rutilo |                                                               |
| 27             | 353 a.C.             | Tito Manlio Imperioso Torquato |                                                               |
| 28             | 352 a.C.             | Gaio Giulio Iullo |                                                               |
| 29             | 351 a.C.             | Marco Fabio Ambusto |                                                               |
| 30             | 350 a.C.             | Lucio Furio Camillo |                                                               |
| 31             | 349 a.C.             | Tito Manlio Imperioso Torquato |                                                               |
| 32             | 345 a.C.             | Lucio Furio Camillo |                                                               |
| 33             | 344 a.C.             | Publio Valerio Publicola |                                                               |
| 34             | 342 a.C.             | Marco Valerio Corvo I |                                                               |
| 35             | 340 a.C.             | Lucio Papirio Crasso |                                                               |
| 36             | 339 a.C.             | Quinto Publilio Filone |                                                               |
| 37             | 337 a.C.             | Gaio Claudio Regillense |                                                               |
| 38             | 335 a.C.             | Lucio Emilio Mamercino Privernate |                                                               |
| 39             | 333 a.C.             | Publio Cornelio Rufino |                                                               |
| 40             | 332 a.C.             | Marco Papirio Crasso |                                                               |
| 41             | 331 a.C.             | Gneo Quinzio Capitolino |                                                               |
| 42             | 327 a.C.             | Marco Claudio Marcello |                                                               |
| 43             | 324 a.C.             | Lucio Papirio Cursore |                                                               |
| 44             | 322 a.C.             | Aulo Cornelio Cosso Arvina |                                                               |
| 45             | 321 a.C.             | Quinto Fabio Ambusto |                                                               |
| 46             | 321 a.C.             | Marco Emilio Papo |                                                               |
| 47             | 316 a.C.             | Lucio Emilio Mamercino Privernate |                                                               |
| 48             | 315 a.C.             | Quinto Fabio Massimo Rulliano |                                                               |
| 49             | 314 a.C.             | Gaio Menio Publio |                                                               |
| 50             | 313 a.C.             | Gaio Petelio Libone Visolo |                                                               |
| 51             | 312 a.C.             | Gaio Sulpicio Longo |                                                               |
| 52             | 309 a.C.             | Lucio Papirio Cursore |                                                               |
| 53             | 306 a.C.             | Publio Cornelio Scipione Barbato |                                                               |
| 54             | 302 a.C.             | Gaio Giunio Bubulco Bruto | Marco Titinio                                                 |
| 55             | 302 a.C.             | Marco Valerio Corvo II | Marco Emilio Paolo                                            |
| 56             | 292 a.C.             | Appio Claudio Cieco I |                                                               |
| 57             | 287 a.C.             | Quinto Ortensio |                                                               |
| 58             | 285 a.C.             | Appio Claudio Cieco II |                                                               |
| 59             | 249 a.C.             | Aulo Atilio Calatino, in seguito al disastro della battaglia svoltasi a Drepana, durante la Prima guerra punica                                     |                                                               |
| 60             | 223 a.C.             | Lucio Cecilio Metello | Numerio Fabio Buteone                                         |
| 61             | 217 a.C.             | Quinto Fabio Massimo Verrucoso, nella Seconda guerra punica                                                                                         | Marco Minucio Rufo                                            |
| 62             | 216 a.C.             | Marco Giunio Pera, dopo il disastro della battaglia di Canne                                                                                        | Tiberio Sempronio Gracco                                      |
| 63             | 210 a.C. (fine anno) | Quinto Fulvio Flacco | Publio Licinio Crasso Divite                                  |
| 64             | 208 a.C.             | Tito Manlio Torquato | Gaio Servilio Gemino                                          |
| 65             | 203 a.C.             | Publio Sulpicio Galba Massimo | Marco Servilio Pulice Gemello                                 |
| 66             | 202 a.C.             | Gaio Servilio Gemino | Publio Elio Peto                                              |
| 67             | 82/79 a.C.           | Lucio Cornelio Silla, dictator legibus scribundis et rei publicae constituendae causa (carica creata e unico detentore del titolo)                  | Lucio Valerio Flacco                                          |
| 68             | 49/44 a.C.           | Gaio Giulio Cesare, dictator rei gerendae causa dal 49, con incarico decennale dal 47, quindi dictator perpetuo dal 14 febbraio al 15 marzo 44 a.C. | Marco Antonio (49/47 a.C.) e Marco Emilio Lepido (46/44 a.C.) |
| Carica abolita |                      | |                                                               |